# Copa del Rey de balonmano 2013
La Copa del Rey de balonmano 2013 fue la XXXVIII edición del campeonato nacional de la Copa de S.M. El Rey.
A diferencia de temporadas anteriores, la disputaron los dieciséis equipos de la Liga Asobal 2012-13: Academia Octavio, BM Aragón, Reale Ademar León, ARS Palma del Río, BM Atlético de Madrid, Quabit BM Guadalajara, BM Huesca, V. Aranda Autocares Bayo, Naturhouse La Rioja, Helvetia Anaitasuna, Cuatro Rayas Valladolid, GlobalCaja Ciudad Encantada, FC Barcelona Intersport, Fertiberia Puerto Sagunto, Fraikin BM Granollers y Frigoríficos Morrazo Cangas.
Así se abandona el sistema tradicional, en el que sólo participaban los 7 mejores al final de la primera vuelta, más el equipo organizador. Se disputan eliminatorias de octavos de final (a partido único en casa del peor clasificado en la Liga Asobal 2011-12) y de cuartos de final (a doble partido, por sorteo puro). Los vencedores de esta eliminatoria disputarán una Final Four en la ciudad de Logroño capital de La Rioja los días 3 y 4 de mayo.

## Competición

### Cuadro de competición
|  | Octavos de final          | Octavos de final          | Octavos de final        |    |    | Cuartos de final            | Cuartos de final            | Cuartos de final            |  |  | Semifinales | Semifinales | Semifinales |  |  | Final     | Final     | Final     |
|  | 4 - 5 de diciembre        | 4 - 5 de diciembre        | 4 - 5 de diciembre      |    |    | 27 de febrero - 27 de marzo | 27 de febrero - 27 de marzo | 27 de febrero - 27 de marzo |  |  | 3 de mayo   | 3 de mayo   | 3 de mayo   |  |  | 4 de mayo | 4 de mayo | 4 de mayo |
|  |                           |                           |                         |    |    |                             |                             |                             |  |  |             |             |             |  |  |           |           |           |
|  |                           |                           |                         |    |    |                             |                             |                             |  |  |             |             |             |  |  |           |           |           |
|  |                           |                           |                         |    |    |                             |                             |                             |  |  |             |             |             |  |  |           |           |           |
|  | V. Aranda Autocares Bayo  | 21                        |                         |    |    |                             |                             |                             |  |  |             |             |             |  |  |           |           |           |
|  | V. Aranda Autocares Bayo  | 21                        |                         |    |    |                             |                             |                             |  |  |             |             |             |  |  |           |           |           |
|  | Naturhouse La Rioja       | 29                        |                         |    |    |                             |                             |                             |  |  |             |             |             |  |  |           |           |           |
|  | Naturhouse La Rioja       | 29                        | Naturhouse La Rioja     | 35 | 33 |                             |                             |                             |  |  |             |             |             |  |  |           |           |           |
|  |                           |                           |                         |    | 33 |                             |                             |                             |  |  |             |             |             |  |  |           |           |           |
|  |                           | GlobalCaja C.Encantada    | 27                      | 26 |    |                             |                             |                             |  |  |             |             |             |  |  |           |           |           |
|  | Frigoríf. Morrazo Cangas  | GlobalCaja C.Encantada    | 27                      | 26 | 23 |                             |                             |                             |  |  |             |             |             |  |  |           |           |           |
|  | Frigoríf. Morrazo Cangas  |                           |                         |    | 23 |                             |                             |                             |  |  |             |             |             |  |  |           |           |           |
|  | GlobalCaja C.Encantada    | 24                        |                         |    |    |                             |                             |                             |  |  |             |             |             |  |  |           |           |           |
|  | GlobalCaja C.Encantada    | 24                        | Naturhouse La Rioja     | 31 |    |                             |                             |                             |  |  |             |             |             |  |  |           |           |           |
|  |                           |                           |                         |    |    |                             |                             |                             |  |  |             |             |             |  |  |           |           |           |
|  |                           | Fertiberia Puerto Sagunto | 25                      |    |    |                             |                             |                             |  |  |             |             |             |  |  |           |           |           |
|  | Quabit BM Guadalajara     | Fertiberia Puerto Sagunto | 25                      | 18 |    |                             |                             |                             |  |  |             |             |             |  |  |           |           |           |
|  | Quabit BM Guadalajara     |                           |                         |    |    |                             |                             |                             |  |  |             |             |             |  |  |           |           |           |
|  | Reale Ademar León         | 32                        |                         |    |    |                             |                             |                             |  |  |             |             |             |  |  |           |           |           |
|  | Reale Ademar León         | 32                        | Reale Ademar León       | 24 | 23 |                             |                             |                             |  |  |             |             |             |  |  |           |           |           |
|  |                           |                           |                         |    | 23 |                             |                             |                             |  |  |             |             |             |  |  |           |           |           |
|  |                           | Fertiberia Puerto Sagunto | 24                      | 23 |    |                             |                             |                             |  |  |             |             |             |  |  |           |           |           |
|  | Fertiberia Puerto Sagunto | Fertiberia Puerto Sagunto | 24                      | 23 | 26 |                             |                             |                             |  |  |             |             |             |  |  |           |           |           |
|  | Fertiberia Puerto Sagunto |                           |                         |    | 26 |                             |                             |                             |  |  |             |             |             |  |  |           |           |           |
|  | Cuatro Rayas Valladolid   | 25                        |                         |    |    |                             |                             |                             |  |  |             |             |             |  |  |           |           |           |
|  | Cuatro Rayas Valladolid   | 25                        | Naturhouse La Rioja     | 28 |    |                             |                             |                             |  |  |             |             |             |  |  |           |           |           |
|  |                           |                           |                         |    |    |                             |                             |                             |  |  |             |             |             |  |  |           |           |           |
|  |                           | BM Atlético Madrid        | 38                      |    |    |                             |                             |                             |  |  |             |             |             |  |  |           |           |           |
|  | ARS Palma del Río         | BM Atlético Madrid        | 38                      | 30 |    |                             |                             |                             |  |  |             |             |             |  |  |           |           |           |
|  | ARS Palma del Río         |                           |                         |    |    |                             |                             |                             |  |  |             |             |             |  |  |           |           |           |
|  | BM Aragón                 | 32                        |                         |    |    |                             |                             |                             |  |  |             |             |             |  |  |           |           |           |
|  | BM Aragón                 | 32                        | BM Aragón               | 30 | 29 |                             |                             |                             |  |  |             |             |             |  |  |           |           |           |
|  |                           |                           |                         |    | 29 |                             |                             |                             |  |  |             |             |             |  |  |           |           |           |
|  |                           | FC Barcelona Intersport   | 34                      | 36 |    |                             |                             |                             |  |  |             |             |             |  |  |           |           |           |
|  | Helvetia Anaitasuna       | FC Barcelona Intersport   | 34                      | 36 | 29 |                             |                             |                             |  |  |             |             |             |  |  |           |           |           |
|  | Helvetia Anaitasuna       |                           |                         |    | 29 |                             |                             |                             |  |  |             |             |             |  |  |           |           |           |
|  | FC Barcelona Intersport   | 33                        |                         |    |    |                             |                             |                             |  |  |             |             |             |  |  |           |           |           |
|  | FC Barcelona Intersport   | 33                        | FC Barcelona Intersport | 28 |    |                             |                             |                             |  |  |             |             |             |  |  |           |           |           |
|  |                           |                           |                         |    |    |                             |                             |                             |  |  |             |             |             |  |  |           |           |           |
|  |                           | BM Atlético Madrid        | 31                      |    |    |                             |                             |                             |  |  |             |             |             |  |  |           |           |           |
|  | BM Huesca                 | BM Atlético Madrid        | 31                      | 30 |    |                             |                             |                             |  |  |             |             |             |  |  |           |           |           |
|  | BM Huesca                 |                           |                         |    |    |                             |                             |                             |  |  |             |             |             |  |  |           |           |           |
|  | Fraikin BM Granollers     | 37                        |                         |    |    |                             |                             |                             |  |  |             |             |             |  |  |           |           |           |
|  | Fraikin BM Granollers     | 37                        | Fraikin BM Granollers   | 25 | 28 |                             |                             |                             |  |  |             |             |             |  |  |           |           |           |
|  |                           |                           |                         |    | 28 |                             |                             |                             |  |  |             |             |             |  |  |           |           |           |
|  |                           | BM Atlético Madrid        | 30                      | 33 |    |                             |                             |                             |  |  |             |             |             |  |  |           |           |           |
|  | Academia Octavio          | BM Atlético Madrid        | 30                      | 33 | 24 |                             |                             |                             |  |  |             |             |             |  |  |           |           |           |
|  | Academia Octavio          |                           |                         |    | 24 |                             |                             |                             |  |  |             |             |             |  |  |           |           |           |
|  | BM Atlético Madrid        | 36                        |                         |    |    |                             |                             |                             |  |  |             |             |             |  |  |           |           |           |

### Octavos de final

#### Villa de Aranda Autocares Bayo - Naturhouse La Rioja
| 6 de diciembre de 2012 | V. Aranda Autocares Bayo | 21:29 (10:17) | Naturhouse La Rioja | Príncipe de Asturias, Aranda de Duero                                                             |                                                                                                   |
|                        | Kike Plaza 6             |               | Tioumentsev 6       | Asistencia: 2.000 espectadores Árbitro(s): Rafael Alberto García (España) y Enrique Ríos (España) | Asistencia: 2.000 espectadores Árbitro(s): Rafael Alberto García (España) y Enrique Ríos (España) |

#### Frigoríficos Morrazo Cangas - GlobalCaja Ciudad Encantada
| 5 de diciembre de 2012 | Frigoríficos Morrazo Cangas | 23:24 (11:11) | GlobalCaja Ciudad Encantada | O Gatañal, Cangas de Morrazo                                                               |                                                                                            |
|                        | Adrián Rosales 5            |               | Sifré 6                     | Asistencia: 800 espectadores Árbitro(s): Jorge (España) y Jesús Escudero Santiuste España) | Asistencia: 800 espectadores Árbitro(s): Jorge (España) y Jesús Escudero Santiuste España) |

#### ARS Palma del Río - BM Aragón[2]
| 6 de diciembre de 2012 | ARS Palma del Río | 30:32 (25:25) (10:12) | BM Aragón    | El Pandero, Palma del Río                                                                    |                                                                                              |
|                        | Vermirovsky 8     |                       | Dujshebaev 9 | Asistencia: 325 espectadores Árbitro(s): Pastor Gamón (España) y Rodríguez Rodríguez(España) | Asistencia: 325 espectadores Árbitro(s): Pastor Gamón (España) y Rodríguez Rodríguez(España) |

#### Helvetia Anaitasuna - FC Barcelona Intersport
| 4 de diciembre de 2012 | Helvetia Anaitasuna | 29:33 (12:16) | FC Barcelona Intersport | Pabellón Anaitasuna, Pamplona                                                                          | |
|                        | Ricard Reig 7       |               | Juanín García 9         | Asistencia: 2.200 espectadores Árbitro(s): Antonio Merino Mori (España) y Javier Moyano Prieto España) | Asistencia: 2.200 espectadores Árbitro(s): Antonio Merino Mori (España) y Javier Moyano Prieto España) |

#### Quabit BM Guadalajara - Reale Ademar León
| 5 de diciembre de 2012 | Quabit BM Guadalajara | 18:32 (7:14) | Reale Ademar León | Pabellón Multiusos de Guadalajara, Guadalajara                                                           | |
|                        | De la Salud 5         |              | Ruesga 10         | Asistencia: 400 espectadores Árbitro(s): Óscar Raluy López (España) y Ángel Luis Sabroso Ramírez España) | Asistencia: 400 espectadores Árbitro(s): Óscar Raluy López (España) y Ángel Luis Sabroso Ramírez España) |

#### Fertiberia Puerto Sagunto - Cuatro Rayas Valladolid
| 6 de diciembre de 2012 | Fertiberia Puerto Sagunto | 26:25 (13:14) | Cuatro Rayas Valladolid | Pabellón Municipal, Sagunto                                                                  |                                                                                              |
|                        | Tarrasó 7                 |               | Krivokapic 7            | Asistencia: 1.200 espectadores Árbitro(s): Ion Bustamante (España) y Javier Álvarez (España) | Asistencia: 1.200 espectadores Árbitro(s): Ion Bustamante (España) y Javier Álvarez (España) |

#### BM Huesca - Fraikin BM Granollers
| 6 de diciembre de 2012 | BM Huesca | 30:37 (15:18) | Fraikin BM Granollers | Palacio de los Deportes de Huesca, Huesca                                                     |                                                                                               |
|                        | Demovic 6 |               | Félez 8               | Asistencia: 1.300 espectadores Árbitro(s): Ruiz González (España) y Zapico Fernández (España) | Asistencia: 1.300 espectadores Árbitro(s): Ruiz González (España) y Zapico Fernández (España) |

#### Academia Octavio - BM Atlético Madrid
| 4 de diciembre de 2012 | Academia Octavio | 24:36 (10:18) | BM Atlético Madrid | As Travesas, Vigo                                                                        |                                                                                          |
|                        | Filip Kallman 9  |               | Cañellas 5         | Asistencia: 300 espectadores Árbitro(s): Vera Ávila (España) y Casado Fernández (España) | Asistencia: 300 espectadores Árbitro(s): Vera Ávila (España) y Casado Fernández (España) |

### Cuartos de final

#### GlobalCaja Ciudad Encantada - Naturhouse La Rioja
| 27 de febrero de 2013 | Naturhouse La Rioja | 35:27 (14:13) | GlobalCaja C.Encantada | Palacio de los Deportes de La Rioja, Logroño                                                                   | |
|                       | Mindegia 9          |               | Simonet 6              | Asistencia: 2.000 espectadores Árbitro(s): Gregorio Muro San José (España) y Alfonso Rodríguez Murcia (España) | Asistencia: 2.000 espectadores Árbitro(s): Gregorio Muro San José (España) y Alfonso Rodríguez Murcia (España) |

| 27 de marzo de 2013 | GlobalCaja C.Encantada | 26:33 (14:14) | Naturhouse La Rioja | Pabellón Municipal El Sargal, Cuenca                                                          |                                                                                               |
|                     | Corzo 6                |               | Petrus 8            | Asistencia: 800 espectadores Árbitro(s): Pastor Gamón (España) y Rodríguez Rodríguez (España) | Asistencia: 800 espectadores Árbitro(s): Pastor Gamón (España) y Rodríguez Rodríguez (España) |

#### FC Barcelona Intersport - BM Aragón
| 27 de febrero de 2013 | BM Aragón     | 30:34 (14:18) | FC Barcelona Intersport | Pabellón Príncipe Felipe, Zaragoza                                                                               | |
|                       | Javi García 5 |               | Sarmiento 5             | Asistencia: 1.600 espectadores Árbitro(s): Alberto García Rodríguez (España) y Fernando Fernández Pérez (España) | Asistencia: 1.600 espectadores Árbitro(s): Alberto García Rodríguez (España) y Fernando Fernández Pérez (España) |

| 27 de marzo de 2013 | FC Barcelona Intersport | 36:29 (17:15) | BM Aragón     | Palau Blaugrana, Barcelona                                                                                       | |
|                     | Aguirrezabalaga 5       |               | Javi García 7 | Asistencia: 1.400 espectadores Árbitro(s): Jesús Escudero Santiuste (España) y Jorge Escudero Santiuste (España) | Asistencia: 1.400 espectadores Árbitro(s): Jesús Escudero Santiuste (España) y Jorge Escudero Santiuste (España) |

#### Fertiberia Puerto Sagunto - Reale Ademar León[3]
| 27 de febrero de 2013 | Reale Ademar León | 24:24 (9:11) | Fertiberia Puerto Sagunto | Palacio de los Deportes de León, León                                                                      | |
|                       | Borges 5          |              | Milasevic 6               | Asistencia: 2.500 espectadores Árbitro(s): Álvaro Ruiz González (España) y David Zapico Fernández (España) | Asistencia: 2.500 espectadores Árbitro(s): Álvaro Ruiz González (España) y David Zapico Fernández (España) |

| 27 de marzo de 2013 | Fertiberia Puerto Sagunto | 23:23 (13:9) | Reale Ademar León | Pabellón Municipal, Sagunto                                                                |                                                                                            |
|                     | Milasevic 5               |              | Vrazalic 6        | Asistencia: 1.200 espectadores Árbitro(s): Andreu Marín (España) y Ignacio García (España) | Asistencia: 1.200 espectadores Árbitro(s): Andreu Marín (España) y Ignacio García (España) |

#### BM Atlético Madrid - Fraikin BM Granollers
| 27 de febrero de 2012 | Fraikin BM Granollers | 25:30 (11:11) | BM Atlético Madrid | Palacio de Deportes de Granollers, Granollers                                                            | |
|                       | Salinas 8             |               | Lazarov 8          | Asistencia: 1.400 espectadores Árbitro(s): Manuel Casado Fernández (España) y Manuel Vera Ávila (España) | Asistencia: 1.400 espectadores Árbitro(s): Manuel Casado Fernández (España) y Manuel Vera Ávila (España) |

| 26 de marzo de 2013 | BM Atlético Madrid | 33:28 (17:14) | Fraikin BM Granollers | Palacio de Vistalegre, Madrid                                                                                | |
|                     | Edu Fernández 8    |               | Raúl Campos 7         | Asistencia: 1.800 espectadores Árbitro(s): Juan José Gude Prego (España) y Carlos Javier Gude Prego (España) | Asistencia: 1.800 espectadores Árbitro(s): Juan José Gude Prego (España) y Carlos Javier Gude Prego (España) |

## Final4 Logroño

### Semifinales

#### FC Barcelona intersport - BM Atlético Madrid[4]
| 3 de mayo de 2013 | FC Barcelona intersport | 28:31 (8:14) | BM Atlético Madrid | Palacio de los Deportes de La Rioja, Logroño                                               |                                                                                            |
|                   | Víctor Tomás 8          |              | Julen Aginagalde 6 | Asistencia: 3.800 espectadores Árbitro(s): Raluy López (España) y Sabroso Ramírez (España) | Asistencia: 3.800 espectadores Árbitro(s): Raluy López (España) y Sabroso Ramírez (España) |

#### Naturhouse La Rioja - Fertiberia Puerto Sagunto[5]
| 3 de mayo de 2013 | Naturhouse La Rioja | 31:25 (18:13) | Fertiberia Puerto Sagunto | Palacio de los Deportes de La Rioja, Logroño                                                    |                                                                                                 |
|                   | Cuartero 5          |               | Chernov 6                 | Asistencia: 3.800 espectadores Árbitro(s): Rodríguez Rodríguez (España) y Pastor Gamón (España) | Asistencia: 3.800 espectadores Árbitro(s): Rodríguez Rodríguez (España) y Pastor Gamón (España) |

### Final

#### Naturhouse La Rioja - BM Atlético Madrid[6]
| 4 de mayo de 2013 | Naturhouse La Rioja | 28:38 (15:18) | BM Atlético Madrid | Palacio de los Deportes de La Rioja, Logroño                                                   |                                                                                                |
|                   | Petrus 8            |               | Jukiewicz 8        | Asistencia: 3.800 espectadores Árbitro(s): Muro San José (España) y Alfonso Rodríguez (España) | Asistencia: 3.800 espectadores Árbitro(s): Muro San José (España) y Alfonso Rodríguez (España) |

| Comunidad de Madrid                  |
| Campeón BM Atlético Madrid 2º título |